# Kris McLaren
Kris McLaren (Leongatha, 17 oktober 1986) is een Australisch motorcoureur.

## Carrière
McLaren kwam in 2009 uit in zowel het Australisch kampioenschap superbike als het Australisch kampioenschap Supersport. In de superbike-klasse eindigde hij op plaats 21 in het kampioenschap, terwijl hij in de Supersport-klasse twintigste werd in de eindstand. In 2010 reed hij enkel in de superbike-klasse, waarin hij met 82 punten tiende werd in de rangschikking. In 2011 werd hij met 62 punten elfde in dit klassement. Dat jaar maakte hij ook zijn debuut in de Moto2-klasse van het wereldkampioenschap wegrace tijdens zijn thuisrace op een Suter als wildcardcoureur; hij kwam hierin niet aan de finish.
In 2012 reed McLaren in de eerste vier races van het Spaans Moto2-kampioenschap op een Suter. Hij behaalde een podiumplaats in de eerste race op het Circuito Permanente de Jerez en werd met 20 punten vijftiende in de eindstand. Dat jaar maakte hij tevens zijn MotoGP-debuut op een BQR als eenmalige vervanger van Yonny Hernández in zijn thuisrace. Hij wist zich echter niet te kwalificeren voor de race. Hierna heeft hij geen races meer gereden.